# Coupe d'Algérie de football 2012-2013
Navigation
Coupe d'Algérie
2011-2012 Coupe d'Algérie
2013-2014
La Coupe d'Algérie de football 2012-2013 est la 49e édition de la Coupe d'Algérie.
Le tenant du titre est l'ES Sétif. L'USM Alger atteint sa 17e finale et gagne ainsi son 8e titre tandis que le MC Alger perd pour la première fois une finale après l'avoir gagné 6 fois déjà.
Le vainqueur de cette compétition sera qualifié pour le tour préliminaire de la Coupe de la confédération africaine.

## Calendrier
| Tour                           | Nom                                    | Dates retenues              | Équipes participantes       | Équipes gagnantes           |                             |
| Épreuve éliminatoire (2012)    | Épreuve éliminatoire (2012)            | Épreuve éliminatoire (2012) | Épreuve éliminatoire (2012) | Épreuve éliminatoire (2012) | Épreuve éliminatoire (2012) |
| ------------------------------ | -------------------------------------- | --------------------------- | --------------------------- | --------------------------- | --------------------------- |
| 1                              | Premier tour                           | Dates régionales            | -                           | -                           |                             |
| 2                              | Deuxième tour                          | Dates régionales            | -                           | -                           |                             |
| Compétition propre (2012-2013) |                                        |                             |                             |                             |                             |
| Entrée des 16 clubs de Ligue 1 |                                        |                             |                             |                             |                             |
| 3                              | Trente-deuxièmes de finale             | ven.-sam. 14-15 décembre    | 64                          | 32                          |                             |
| 4                              | Seizièmes de finale                    | ven.-sam. 28-29 décembre    | 32                          | 16                          |                             |
| 5                              | Huitièmes de finale                    | du 1er au 5 mars            | 16                          | 8                           |                             |
| 6                              | Quarts de finale                       | du 28 au 31 mars            | 8                           | 4                           |                             |
| 7                              | Demi-finales                           | ven.-sam. 12-13 avril       | 4                           | 2                           |                             |
| 8                              | Finale Stade du 5-Juillet-1962 (Alger) | mercredi 1er mai            | 2                           | 1                           |                             |

## Soixante-quatrièmes de finale
Dernier tour régional
| Ligue d'Alger le vendredi 16 Novembre 2012                     |                  |               |                     |  |                |                          |
| 1                                                              | MO Bejaia        | 3-3 t.a.b 3-2 | JS Hai Djebel       |  |                | Rouiba                   |
| 2                                                              | JSM Cheraga      | 2-1           | RC Kouba            |  |                | Bologhine                |
| 3                                                              | CRB Dar El Beida | 1-0           | ESM Boudouaou       |  |                | Reghaia                  |
| 4                                                              | Paradou AC       | 5-0           | IR Bir Mourad Rais  |  |                | Kouba                    |
| 5                                                              | NARB Reghaia     | 1-1 t.a.b     | JS Azazga           |  |                | Dellys                   |
| 6                                                              | IB Lakhdaria     | 1-0           | ES Kouba            |  |                | Boudouaou                |
| 7                                                              | MB Bouira        | 0-0 t.a.b     | JS Akbou            |  |                | M'chedallah              |
| 8                                                              | NA Hussein Dey   | 1-0           | JS M'chedallah      |  | 17-11-2012     | Lakhdaria                |
| Ligue de Blida le Samedi 17 Novembre 2012                      |                  |               |                     |  |                |                          |
| 1                                                              | USM Blida        | 2-0           | ES Berrouaghia      |  |                | Tipaza                   |
| 2                                                              | O Médéa          | 1-1 t.a.b     | CRB Sendjas         |  |                | Ain Defla                |
| 3                                                              | IB Mouzaia       | 0-0 t.a.b     | CRB Aïn Oussara     |  |                | Berrouaghia              |
| 4                                                              | WA Boufarik      | 1-0           | RC Arba             |  | 16-11-2012     | stade Tchaker /Blida     |
| 5                                                              | CR Zoubiria      | 0-0 t.a.b     | CRB Boukadir        |  | 16-11-2012     | stade Belkebir/Khemis    |
| Ligue d'Oran le vendredi 16 Novembre 2012                      |                  |               |                     |  |                |                          |
| 1                                                              | ASM Oran         | 1-0           | ES Araba            |  |                | Arzew                    |
| 2                                                              | OM Arzew         | 3-1           | IRB Maghnia         |  |                | Ain Témouchent           |
| 3                                                              | RCB Oued R'hiou  | 1-1 t.a.b     | ASB Nedroma         |  |                | stade Toula /Oran        |
| 4                                                              | CRB Ain El Turck | 1-0           | MB Sidi Chami       |  |                | stade Freha /Oran        |
| 5                                                              | CRB Mazouna      | 1-0           | RC Relizane         |  |                | Oued R'hiou              |
| 6                                                              | IRB El Kerma     | 1-0           | CRB Sfisef          |  |                | Bethioua                 |
| 7                                                              | ES Mostaganem    | 1-0           | CR Témouchent       |  | 17-11-2012     | Arzew                    |
| Ligue de Saida le vendredi 16 Novembre 2012                    |                  |               |                     |  |                |                          |
| 1                                                              | JSM Tiaret       | 2-0           | MC Saida            |  |                |                          |
| 2                                                              | CC Sig           | 1-0           | CRB Froha           |  |                | Tighennif                |
| 3                                                              | CRB Bougtob      | 2-1           | NC Maoussa          |  |                |                          |
| 4                                                              | GC Mascara       | 5-0           | USB Tissemsilt      |  |                | OMS / Frenda             |
| 5                                                              | WAB Tissemsilt   | 1-0           | MB Hassasna         |  |                | Meflah Aoued / Mascara   |
| pour réduire le nombre des clubs a 4 la LFRS a ajouté un match |                  |               |                     |  |                |                          |
| *                                                              | GC Mascara       | 2-1           | WAB Tissemsilt      |  | 22-11-2012     | Frenda                   |
| Ligue de Batna le vendredi 16 Novembre 2012                    |                  |               |                     |  |                |                          |
| 1                                                              | MSP Batna        | 1-0           | MB Bou Saada        |  |                | Berhoum                  |
| 2                                                              | WR M'Sila        | 1-0           | ES Ain Lahdjel      |  |                | Bou Saada                |
| 3                                                              | AB Merouana      | 2-2 t.a.b     | A Bou Saada         |  |                | Bordj Ghedir             |
| 4                                                              | ES Bouakeul      | 3-0*          | AB Barika           |  | partie arrêtée | Merouana                 |
| 5                                                              | US Doucen        | 2-1           | ROC Ras El Oued     |  |                | El Maadher               |
| 6                                                              | NRB El Achir     | -             | Exempt              |  |                |                          |
| Ligue de Annaba le vendredi 16 Novembre 2012                   |                  |               |                     |  |                |                          |
| 1                                                              | USM Annaba       | 2-0           | CSA El-Amel Guelma  |  |                | Héliopolis               |
| 2                                                              | IRB El Hadjar    | 4-1           | JS Pont Blanc       |  |                | stade Abda /Guelma       |
| 3                                                              | HAMR Annaba      | 1-0           | ES Guelma           |  |                | El Taref                 |
| 4                                                              | CS Hamma Loulou  | 1-0           | NRB El-Ogla         |  |                | stade 18 février /Ouenza |
| 5                                                              | WM Tébessa       | 0-0 t.a.b     | CRB Héliopolis      |  |                | Sedratta                 |
| Ligue de Constantine le Samedi 17 Novembre 2012                |                  |               |                     |  |                |                          |
| 1                                                              | AS Ain M'lila    | 1-0           | JS Djijel           |  |                | Ferdjioua                |
| 2                                                              | AS Khroub        | 3-0           | WJ Skikda           |  |                | Grarem                   |
| 3                                                              | US Chaouia       | 2-0           | Amel El Eulma       |  |                | Chelghoum                |
| 4                                                              | JJ Azzaba        | 2-0           | MO Constantine      |  |                | Collo                    |
| 5                                                              | USM Ain Beida    | 1-0           | DRB Tadjenanet      |  |                | stade Daksi /Constantine |
| 6                                                              | JSM Skikda       | 2-1           | HB Chelghoum Laid   |  | 16-11-2012     | stade Hamdani /Khroub    |
| 7                                                              | CRB Aïn Fakroun  | 2-0           | ESC Tadjenanet      |  | 16-11-2012     | stade Daksi /Constantine |
| Ligue de Ouargla le vendredi 16 Novembre 2012                  |                  |               |                     |  |                |                          |
| 1                                                              | NRB Touggourt    | 7-0           | NR Laghouat         |  |                | Berraiane                |
| 2                                                              | MB Rouissat      | 2-1           | ASB Metlili Châamba |  |                | Hassi R'mel              |
| 3                                                              | NT Souf          | 1-1 t.a.b     | CR Beni Thour       |  |                | Touggourt                |
| 4                                                              | IRB Robbah       | 3-0           | JS Sidi Bouaziz     |  |                | El Hadjira               |
| Ligue de Bechar                                                |                  |               |                     |  |                |                          |
| 1                                                              | JS Guir Abadla   | -             |                     |  |                |                          |
| 2                                                              | MC Debdaba       | -             |                     |  |                |                          |

## Trente-deuxièmes de finale
Le tirage au sort des 32es et 16es de finale a eu lieu le 26 novembre 2012. Une seule rencontre oppose des clubs de l'élite: JS Saoura - USM Alger.
| 14 décembre 2012 | JSM Skikda (3) | 1 - 4   | (1) MC Oran                                      |                                                       |                                                       |
| 14 h 30 UTC+1    | Lasmi 80e      | (0 - 2) | 1re Boumechra · 45e 58e Dagoulou · 87e Benyettou | Stade Abdelhafid-Bouteldja, Skikda Arbitrage : Hellal | Stade Abdelhafid-Bouteldja, Skikda Arbitrage : Hellal |
| 14 h 30 UTC+1    | Rapport        |         |                                                  | Stade Abdelhafid-Bouteldja, Skikda Arbitrage : Hellal | Stade Abdelhafid-Bouteldja, Skikda Arbitrage : Hellal |

| 14 décembre 2012 | JS Guir Abadla (5) | 0 - 5 | (4) MB Rouissat |  |
| 14 h 30 UTC+1    |                    |       |                 |  |
|                  | Rapport            |       |                 |  |

| 14 décembre 2012 | WA Boufarik (3)   | 1 - 1 3 - 5 t. a. b. | (3) AS Aïn M'lila |                                                    |                                                    |
| 14 h 30 UTC+1    | Guernou 64e       | (0 - 1)              | 20e Aggoune       | Stade des frères Brakni, Blida Arbitrage : Brahimi | Stade des frères Brakni, Blida Arbitrage : Brahimi |
| 14 h 30 UTC+1    | Rapport           |                      |                   | Stade des frères Brakni, Blida Arbitrage : Brahimi | Stade des frères Brakni, Blida Arbitrage : Brahimi |
| 14 h 30 UTC+1    | Tirs au but 3 - 5 |                      |                   | Stade des frères Brakni, Blida Arbitrage : Brahimi | Stade des frères Brakni, Blida Arbitrage : Brahimi |

| 14 décembre 2012 | MC El Eulma (1)        | 2 - 0   | (3) GC Mascara |                                                        |                                                        |
| 15 h 00 UTC+1    | Diara 40e · Gharbi 78e | (1 - 0) |                | Stade Messaoud-Zougar, El Eulma Arbitrage : Menguelati | Stade Messaoud-Zougar, El Eulma Arbitrage : Menguelati |
| 15 h 00 UTC+1    | Rapport                |         |                | Stade Messaoud-Zougar, El Eulma Arbitrage : Menguelati | Stade Messaoud-Zougar, El Eulma Arbitrage : Menguelati |

| 14 décembre 2012 | JS Kabylie (1)                  | 3 - 1 a. p. | (3) NARB Réghaïa |                                                              |                                                              |
| 15 h 00 UTC+1    | Hanifi 34e · Messaâdia 92e 114e | (1 - 0)     | 80e Deghiche     | Stade du 1er-Novembre-1954, Tizi Ouzou Arbitrage : Hallalchi | Stade du 1er-Novembre-1954, Tizi Ouzou Arbitrage : Hallalchi |
| 15 h 00 UTC+1    | Rapport                         |             |                  | Stade du 1er-Novembre-1954, Tizi Ouzou Arbitrage : Hallalchi | Stade du 1er-Novembre-1954, Tizi Ouzou Arbitrage : Hallalchi |

| 14 décembre 2012 | Paradou AC (3)          | 2 - 3   | (1) ES Sétif                             |                                                 |                                                 |
| 15 h 00 UTC+1    | Nekkach 12e · Baleh 87e | (1 - 3) | 16e Benchadi · 18e Madouni · 41e Karaoui | Stade Omar-Hamadi, Alger Arbitrage : Benmansour | Stade Omar-Hamadi, Alger Arbitrage : Benmansour |
| 15 h 00 UTC+1    | Rapport                 |         |                                          | Stade Omar-Hamadi, Alger Arbitrage : Benmansour | Stade Omar-Hamadi, Alger Arbitrage : Benmansour |

| 14 décembre 2012 | JSM Béjaïa (1)          | 2 - 1   | (2) ASM Oran |                                                          |                                                          |
| 15 h 00 UTC+1    | Zerara 15e · Dembri 71e | (1 - 1) | 27e Yahia    | Stade de l'Unité Maghrébine, Béjaïa Arbitrage : El Merid | Stade de l'Unité Maghrébine, Béjaïa Arbitrage : El Merid |
| 15 h 00 UTC+1    | Rapport                 |         |              | Stade de l'Unité Maghrébine, Béjaïa Arbitrage : El Merid | Stade de l'Unité Maghrébine, Béjaïa Arbitrage : El Merid |

| 14 décembre 2012 | IB Mouzaïa (4) | 2 - 0 | (4) ES Bouakal |  |
| 15 h 00 UTC+1    |                |       |                |  |
|                  | Rapport        |       |                |  |

| 14 décembre 2012 | CA Bordj Bou Arreridj (1)    | 2 - 1   | (3) WRB M'sila |                                                                                        |                                                                                        |
| 15 h 00 UTC+1    | Hamdadou 87e · Benchrgui 90e | (0 - 1) | 34e Gasmi      | Stade du 20-Août-1955, Bordj Bou Arreridj Spectateurs : Huis clos Arbitrage : Bouchama | Stade du 20-Août-1955, Bordj Bou Arreridj Spectateurs : Huis clos Arbitrage : Bouchama |
| 15 h 00 UTC+1    | Rapport                      |         |                | Stade du 20-Août-1955, Bordj Bou Arreridj Spectateurs : Huis clos Arbitrage : Bouchama | Stade du 20-Août-1955, Bordj Bou Arreridj Spectateurs : Huis clos Arbitrage : Bouchama |

| 14 décembre 2012 | USM Annaba (2) | 0 - 3   | (1) CS Constantine                       |                                                         |                                                         |
| 15 h 00 UTC+1    |                | (0 - 3) | 12e Boulemdaïs · 26e Nehari · 39e Hemani | Stade du 19-Mai-1956, Annaba Arbitrage : Mokhtar Amalou | Stade du 19-Mai-1956, Annaba Arbitrage : Mokhtar Amalou |
| 15 h 00 UTC+1    | Rapport        |         |                                          | Stade du 19-Mai-1956, Annaba Arbitrage : Mokhtar Amalou | Stade du 19-Mai-1956, Annaba Arbitrage : Mokhtar Amalou |

| 14 décembre 2012 | IRB El Kerma (6) | 0 - 5   | (2) NA Hussein Dey                                        |                                              |                                              |
| 15 h 00 UTC+1    |                  | (0 - 2) | 9e Benayache · 32e Benyahia · 55e Zenou · 71e 90e Ouchane | Stade Ahmed-Zabana, Oran Arbitrage : Chenane | Stade Ahmed-Zabana, Oran Arbitrage : Chenane |
| 15 h 00 UTC+1    | Rapport          |         |                                                           | Stade Ahmed-Zabana, Oran Arbitrage : Chenane | Stade Ahmed-Zabana, Oran Arbitrage : Chenane |

| 14 décembre 2012 | USM Bel-Abbès (1)                       | 4 - 1 a. p. | (4) US Doucen |                                                            |                                                            |
| 15 h 00 UTC+1    | Benyacine 62e · El Bahari 93e 100e 113e | (0 - 1)     | 24e Benchaoui | Stade du 24-Février-1956, Sidi Bel Abbès Arbitrage : Nader | Stade du 24-Février-1956, Sidi Bel Abbès Arbitrage : Nader |
| 15 h 00 UTC+1    | Rapport                                 |             |               | Stade du 24-Février-1956, Sidi Bel Abbès Arbitrage : Nader | Stade du 24-Février-1956, Sidi Bel Abbès Arbitrage : Nader |

| 14 décembre 2012 | AS Khroub (2) | 1 - 0   | (2) ES Mostaganem |                                                   |                                                   |
| 15 h 00 UTC+1    | Mellouli 72e  | (0 - 0) |                   | Stade Abed-Hamdani, El Khroub Arbitrage : Bichari | Stade Abed-Hamdani, El Khroub Arbitrage : Bichari |
| 15 h 00 UTC+1    | Rapport       |         |                   | Stade Abed-Hamdani, El Khroub Arbitrage : Bichari | Stade Abed-Hamdani, El Khroub Arbitrage : Bichari |

| 14 décembre 2012 | CR Zoubiria (5) | 0 - 3   | (3) OM Arzew                              |                                            |                                            |
| 15 h 00 UTC+1    |                 | (0 - 1) | 27e Bouaïche · 56e Boudjenah · 67e Hebali | Stade Imam-Lyès, Médéa Arbitrage : Bouzrar | Stade Imam-Lyès, Médéa Arbitrage : Bouzrar |
| 15 h 00 UTC+1    | Rapport         |         |                                           | Stade Imam-Lyès, Médéa Arbitrage : Bouzrar | Stade Imam-Lyès, Médéa Arbitrage : Bouzrar |

| 14 décembre 2012 | CRB Bougtob (4) | 0 - 1   | (1) USM El Harrach   |                                                    |                                                    |
| 15 h 00 UTC+1    |                 | (0 - 0) | 57e (pen.) El Amalli | Stade du 13-Avril-1958, Saïda Arbitrage : Zerrouki | Stade du 13-Avril-1958, Saïda Arbitrage : Zerrouki |
| 15 h 00 UTC+1    | Rapport         |         |                      | Stade du 13-Avril-1958, Saïda Arbitrage : Zerrouki | Stade du 13-Avril-1958, Saïda Arbitrage : Zerrouki |

| 15 décembre 2012 | US Chaouia (3)    | 1 - 1 2 - 4 t. a. b. | (1) MC Alger |                                                               |                                                               |
| 14 h 00 UTC+1    | Belaidi 33e       | (1 - 0)              | 89e Djallit  | Stade Zerdani-Hassouna, Oum El Bouaghi Arbitrage : Boussâadia | Stade Zerdani-Hassouna, Oum El Bouaghi Arbitrage : Boussâadia |
| 14 h 00 UTC+1    | Rapport           |                      |              | Stade Zerdani-Hassouna, Oum El Bouaghi Arbitrage : Boussâadia | Stade Zerdani-Hassouna, Oum El Bouaghi Arbitrage : Boussâadia |
| 14 h 00 UTC+1    | Tirs au but 2 - 4 |                      |              | Stade Zerdani-Hassouna, Oum El Bouaghi Arbitrage : Boussâadia | Stade Zerdani-Hassouna, Oum El Bouaghi Arbitrage : Boussâadia |

| 15 décembre 2012 | IRB El Hadjar (4)             | 3 - 1   | (3) JSM Tiaret |                                                    |                                                    |
| 14 h 00 UTC+1    | Kouachi 12e 21e · Bendris 42e | (3 - 0) | 60e Beddour    | Stade Mokhtar-Dridi, El Hadjar Arbitrage : Rahmine | Stade Mokhtar-Dridi, El Hadjar Arbitrage : Rahmine |
| 14 h 00 UTC+1    | Rapport                       |         |                | Stade Mokhtar-Dridi, El Hadjar Arbitrage : Rahmine | Stade Mokhtar-Dridi, El Hadjar Arbitrage : Rahmine |

| 15 décembre 2012 | CC Sig (3) | 2 - 1 | (4) IRB Robbah |  |
| 14 h 00 UTC+1    |            |       |                |  |
|                  | Rapport    |       |                |  |

| 15 décembre 2012 | JSM Chéraga (3) | 1 - 0   | (4) CS Hama Loulou |                                             |                                             |
| 14 h 00 UTC+1    | Ferhat 47e      | (0 - 0) |                    | Stade Omar-Hamadi, Alger Arbitrage : Ayouni | Stade Omar-Hamadi, Alger Arbitrage : Ayouni |
| 14 h 00 UTC+1    | Rapport         |         |                    | Stade Omar-Hamadi, Alger Arbitrage : Ayouni | Stade Omar-Hamadi, Alger Arbitrage : Ayouni |

| 15 décembre 2012 | USM Blida (2)          | 2 - 1   | (2) O. Médéa |                                                        |                                                        |
| 14 h 00 UTC+1    | Melika 78e · Hamia 90e | (0 - 0) | 61e Zouari   | Stade des frères Brakni, Blida Arbitrage : Farouk Mial | Stade des frères Brakni, Blida Arbitrage : Farouk Mial |
| 14 h 00 UTC+1    | Rapport                |         |              | Stade des frères Brakni, Blida Arbitrage : Farouk Mial | Stade des frères Brakni, Blida Arbitrage : Farouk Mial |

| 15 décembre 2012 | CRB Dar El Beida (4) | 0 - 1   | (2) MO Béjaïa |                                                         |                                                         |
| 14 h 00 UTC+1    |                      | (0 - 0) | 86e Saâdaoui  | Stade du 1er-Novembre-1954, Alger Arbitrage : Sekhraoui | Stade du 1er-Novembre-1954, Alger Arbitrage : Sekhraoui |
| 14 h 00 UTC+1    | Rapport              |         |               | Stade du 1er-Novembre-1954, Alger Arbitrage : Sekhraoui | Stade du 1er-Novembre-1954, Alger Arbitrage : Sekhraoui |

| 15 décembre 2012 | HAMRA Annaba (3) | 1 - 0   | (5) CRB Mazouna |                                                     |                                                     |
| 14 h 00 UTC+1    | Hamdi 82e        | (0 - 0) |                 | Stade Abdelkader-Chabou, Annaba Arbitrage : Sidhoum | Stade Abdelkader-Chabou, Annaba Arbitrage : Sidhoum |
| 14 h 00 UTC+1    | Rapport          |         |                 | Stade Abdelkader-Chabou, Annaba Arbitrage : Sidhoum | Stade Abdelkader-Chabou, Annaba Arbitrage : Sidhoum |

| 15 décembre 2012 | MSP Batna (2) | 0 - 1   | (1) WA Tlemcen |                                                     |                                                     |
| 14 h 00 UTC+1    |               | (0 - 0) | 76e Taouil     | Stade du 1er-Novembre-1954, Batna Arbitrage : Aarab | Stade du 1er-Novembre-1954, Batna Arbitrage : Aarab |
| 14 h 00 UTC+1    | Rapport       |         |                | Stade du 1er-Novembre-1954, Batna Arbitrage : Aarab | Stade du 1er-Novembre-1954, Batna Arbitrage : Aarab |

| 15 décembre 2012 | MB Bouira (5) | 0 - 6   | (1) ASO Chlef                                                  |                                                    |                                                    |
| 14 h 00 UTC+1    |               | (0 - 3) | 17e 22e Youcef · 45e Ali Hadji · 49e Messaoud · 70e 78e Iyenga | Stade Derradji, Sour El Ghozlane Arbitrage : Saâdi | Stade Derradji, Sour El Ghozlane Arbitrage : Saâdi |
| 14 h 00 UTC+1    | Rapport       |         |                                                                | Stade Derradji, Sour El Ghozlane Arbitrage : Saâdi | Stade Derradji, Sour El Ghozlane Arbitrage : Saâdi |

| 15 décembre 2012 | JJ Azzaba (5) | 5 - 1 | (4) NT Souf |  |
| 14 h 00 UTC+1    |               |       |             |  |
|                  | Rapport       |       |             |  |

| 15 décembre 2012 | AB Merouana (2) | 2 - 1 a. p. | (3) IB Lakhdaria |  |
| 14 h 00 UTC+1    |                 |             |                  |  |
|                  | Rapport         |             |                  |  |

| 15 décembre 2012 | JS Saoura (1) | 0 - 1   | (1) USM Alger |                                                             |                                                             |
| 14 h 00 UTC+1    |               | (0 - 0) | 90e Chafaï    | Stade du 20-Août-1955, Béchar Arbitrage : Boubekeur Zouaoui | Stade du 20-Août-1955, Béchar Arbitrage : Boubekeur Zouaoui |
| 14 h 00 UTC+1    | Rapport       |         |               | Stade du 20-Août-1955, Béchar Arbitrage : Boubekeur Zouaoui | Stade du 20-Août-1955, Béchar Arbitrage : Boubekeur Zouaoui |

| 15 décembre 2012 | WM Tebessa (5) | 0 - 2   | (1) CA Batna               |                                            |                                            |
| 14 h 00 UTC+1    |                | (0 - 1) | 14e Chermat · 88e Benayada | Stade du 4-Mars, Tébessa Arbitrage : Hosna | Stade du 4-Mars, Tébessa Arbitrage : Hosna |
| 14 h 00 UTC+1    | Rapport        |         |                            | Stade du 4-Mars, Tébessa Arbitrage : Hosna | Stade du 4-Mars, Tébessa Arbitrage : Hosna |

| 15 décembre 2012 | NRB Touggourt (3) | 1 - 0 | (4) CRB Aïn Turck |  |
| 14 h 00 UTC+1    |                   |       |                   |  |
|                  | Rapport           |       |                   |  |

| 15 décembre 2012 | USM Aïn Béïda (3) | 1 - 0   | (4) NRB El Achir |                                               |                                               |
| 14 h 00 UTC+1    | Ghodbane 1re      | (1 - 0) |                  | Stade Hamdi-Ali, Aïn Béïda Arbitrage : Marniz | Stade Hamdi-Ali, Aïn Béïda Arbitrage : Marniz |
| 14 h 00 UTC+1    | Rapport           |         |                  | Stade Hamdi-Ali, Aïn Béïda Arbitrage : Marniz | Stade Hamdi-Ali, Aïn Béïda Arbitrage : Marniz |

| 15 décembre 2012 | CR Belouizdad (1)                                              | 5 - 0   | (4) MC Debdaba |                                                   |                                                   |
| 14 h 00 UTC+1    | Benaldjia 2e · Ammour 24e · Guilti 69e (csc) · Slimani 79e 85e | (2 - 0) |                | Stade du 20-Août-1955, Alger Arbitrage : Sahraoui | Stade du 20-Août-1955, Alger Arbitrage : Sahraoui |
| 14 h 00 UTC+1    | Rapport                                                        |         |                | Stade du 20-Août-1955, Alger Arbitrage : Sahraoui | Stade du 20-Août-1955, Alger Arbitrage : Sahraoui |

| 15 décembre 2012 | CRB Aïn Fakroun (2) | 1 - 0 | (3) RCB Oued Rhiou |  |
| 14 h 00 UTC+1    |                     |       |                    |  |
|                  | Rapport             |       |                    |  |

## Seizièmes de finale
Quatre rencontres opposent des clubs de Ligue 1: CS Constantine - USM Bel-Abbès, MC Alger - JS Kabylie, USM El Harrach - MC El Eulma et CR Belouizdad - JSM Béjaia.
| 28 décembre 2012 | CS Constantine (1)                                                | 5 - 1   | (1) USM Bel-Abbès |                                                       |                                                       |
| 15 h 00 UTC+1    | Hemani 2e · Bezzaz 4e (pen.) · Boulemdaïs 9e 54e · Naït Yahia 14e | (4 - 1) | 38e El Bahari     | Stade Mohamed-Hamlaoui, Constantine Arbitrage : Emrid | Stade Mohamed-Hamlaoui, Constantine Arbitrage : Emrid |
| 15 h 00 UTC+1    | Rapport                                                           |         |                   | Stade Mohamed-Hamlaoui, Constantine Arbitrage : Emrid | Stade Mohamed-Hamlaoui, Constantine Arbitrage : Emrid |

| 28 décembre 2012 | MB Rouissat (4)                                     | 2 - 2 4 - 5 t. a. b. | (1) ASO Chlef                                       |                                                      |                                                      |
| 15 h 00 UTC+1    | Tlili 83e · Tahra 112e                              | (1 - 1)              | 89e 104e Farhi                                      | Stade du 15-Février, Ouargla Arbitrage : Saïd Aouina | Stade du 15-Février, Ouargla Arbitrage : Saïd Aouina |
| 15 h 00 UTC+1    | Rapport                                             |                      |                                                     | Stade du 15-Février, Ouargla Arbitrage : Saïd Aouina | Stade du 15-Février, Ouargla Arbitrage : Saïd Aouina |
| 15 h 00 UTC+1    | Réussi · Réussi · Réussi · Manqué · Réussi · Manqué | Tirs au but 4 - 5    | Réussi · Manqué · Réussi · Réussi · Réussi · Réussi | Stade du 15-Février, Ouargla Arbitrage : Saïd Aouina | Stade du 15-Février, Ouargla Arbitrage : Saïd Aouina |

| 28 décembre 2012 | JSM Chéraga (3) | 1 - 0   | (3) Hamra Annaba |                                            |                                            |
| 15 h 00 UTC+1    | Chibane 79e     | (0 - 0) |                  | Stade Omar-Hamadi, Alger Arbitrage : Nader | Stade Omar-Hamadi, Alger Arbitrage : Nader |
| 15 h 00 UTC+1    | Rapport         |         |                  | Stade Omar-Hamadi, Alger Arbitrage : Nader | Stade Omar-Hamadi, Alger Arbitrage : Nader |

| 28 décembre 2012 | NA Hussein Dey (2) | 1 - 0   | (2) AB Merouana |                                                  |                                                  |
| 15 h 00 UTC+1    | Madi 51e (pen.)    | (0 - 0) |                 | Stade du 20-Août-1955, Alger Arbitrage : Bensaïd | Stade du 20-Août-1955, Alger Arbitrage : Bensaïd |
| 15 h 00 UTC+1    | Rapport            |         |                 | Stade du 20-Août-1955, Alger Arbitrage : Bensaïd | Stade du 20-Août-1955, Alger Arbitrage : Bensaïd |

| 28 décembre 2012 | ES Sétif (1)             | 2 - 1   | (3) NRB Tougourt |                                                                           |                                                                           |
| 15 h 00 UTC+1    | Tiouli 45e · Djahnit 79e | (1 - 1) | 38e (pen.) Kadri | Stade du 8-Mai-1945, Sétif Spectateurs : Huis clos Arbitrage : Boussaadia | Stade du 8-Mai-1945, Sétif Spectateurs : Huis clos Arbitrage : Boussaadia |
| 15 h 00 UTC+1    | Rapport                  |         |                  | Stade du 8-Mai-1945, Sétif Spectateurs : Huis clos Arbitrage : Boussaadia | Stade du 8-Mai-1945, Sétif Spectateurs : Huis clos Arbitrage : Boussaadia |

| 28 décembre 2012 | CA Batna (1) | 0 - 1   | (2) MO Béjaïa |                                                    |                                                    |
| 15 h 00 UTC+1    |              | (0 - 1) | 39e Djabali   | Stade du 1er-Novembre-1954, Batna Arbitrage : Arab | Stade du 1er-Novembre-1954, Batna Arbitrage : Arab |
| 15 h 00 UTC+1    | Rapport      |         |               | Stade du 1er-Novembre-1954, Batna Arbitrage : Arab | Stade du 1er-Novembre-1954, Batna Arbitrage : Arab |

| 28 décembre 2012 | MC Oran (1)                                 | 4 - 0   | (4) IRB El Hadjar |                                                |                                                |
| 15 h 00 UTC+1    | Benyettou 8e 66e · Kouriba 25e · Sebbah 90e | (2 - 0) |                   | Stade Ahmed-Zabana, Oran Arbitrage : Sekhraoui | Stade Ahmed-Zabana, Oran Arbitrage : Sekhraoui |
| 15 h 00 UTC+1    | Rapport                                     |         |                   | Stade Ahmed-Zabana, Oran Arbitrage : Sekhraoui | Stade Ahmed-Zabana, Oran Arbitrage : Sekhraoui |

| 28 décembre 2012                          | MC Alger (1) | 0 - 0 7 - 6 t. a. b. | (1) JS Kabylie |                                                           |                                                           |
| 16 h 00 UTC+1 · Historique des rencontres | | (0 - 0)              | | Stade du 5-Juillet-1962, Alger Arbitrage : Mokhtar Amalou | Stade du 5-Juillet-1962, Alger Arbitrage : Mokhtar Amalou |
| 16 h 00 UTC+1 · Historique des rencontres | Rapport |                      | | Stade du 5-Juillet-1962, Alger Arbitrage : Mokhtar Amalou | Stade du 5-Juillet-1962, Alger Arbitrage : Mokhtar Amalou |
| 16 h 00 UTC+1 · Historique des rencontres | Moustapha Djallit · Mehdi Kacem · Mouaouya Meklouche · Nabil Yalaoui · Hocine Metref · Bilal Ouali · Faouzi Chaouchi · Hamza Zeddam | Tirs au but 7 - 6    | Abdelmalek Mokdad · Belkacem Remache · Walid Bencherifa · Madani Camara · Ali Rial · Zinedine Mekkaoui · Malik Asselah · Abdenour Hadiouche | Stade du 5-Juillet-1962, Alger Arbitrage : Mokhtar Amalou | Stade du 5-Juillet-1962, Alger Arbitrage : Mokhtar Amalou |

| 29 décembre 2012 | USM Blida (2)             | 2 - 0   | (1) CA Bordj Bou Arreridj |                                                            |                                                            |
| 14 h 00 UTC+1    | Ouznadji 7e · Boudina 90e | (1 - 0) |                           | Stade des frères Brakni, Blida Arbitrage : Farouk Houasnia | Stade des frères Brakni, Blida Arbitrage : Farouk Houasnia |
| 14 h 00 UTC+1    | Rapport                   |         |                           | Stade des frères Brakni, Blida Arbitrage : Farouk Houasnia | Stade des frères Brakni, Blida Arbitrage : Farouk Houasnia |

| 29 décembre 2012 | CC Sig (3) | 0 - 5   | (1) USM Alger                                                  |                                                                 |                                                                 |
| 14 h 00 UTC+1    |            | (0 - 2) | 26e Daham · 40e (pen.) Bouzid · 62e 73e Djediat · 85e Laïfaoui | Stade de l'Unité Africaine, Mascara Arbitrage : Mohamed Ghorbal | Stade de l'Unité Africaine, Mascara Arbitrage : Mohamed Ghorbal |
| 14 h 00 UTC+1    | Rapport    |         |                                                                | Stade de l'Unité Africaine, Mascara Arbitrage : Mohamed Ghorbal | Stade de l'Unité Africaine, Mascara Arbitrage : Mohamed Ghorbal |

| 29 décembre 2012 | USM Aïn Béïda (3)                                         | 5 - 1   | (4) IB Mouzaia  |                                                   |                                                   |
| 14 h 00 UTC+1    | Khellaf 26e · Bellil 53e 63e · Boutera 57e · Chaâbane 85e | (1 - 1) | 40e (csc) Guera | Stade du 24-Avril, Aïn Béïda Arbitrage : Chennane | Stade du 24-Avril, Aïn Béïda Arbitrage : Chennane |
| 14 h 00 UTC+1    | Rapport                                                   |         |                 | Stade du 24-Avril, Aïn Béïda Arbitrage : Chennane | Stade du 24-Avril, Aïn Béïda Arbitrage : Chennane |

| 29 décembre 2012 | USM El Harrach (1)                                          | 4 - 2 a. p. | (1) MC El Eulma          |                                                               |                                                               |
| 14 h 00 UTC+1    | Bounedjah 2e · Amada 23e (pen.) · El Amali 95e · Tatem 118e | (2 - 1)     | 6e Chelihi · 90+5e Kadri | Stade du 1er-Novembre-1954, Alger Arbitrage : Mohamed Bichari | Stade du 1er-Novembre-1954, Alger Arbitrage : Mohamed Bichari |
| 14 h 00 UTC+1    | Rapport                                                     |             |                          | Stade du 1er-Novembre-1954, Alger Arbitrage : Mohamed Bichari | Stade du 1er-Novembre-1954, Alger Arbitrage : Mohamed Bichari |

| 29 décembre 2012 | WA Tlemcen (1)                | 2 - 1   | (4) JJ Azzaba |                                                         |                                                         |
| 14 h 00 UTC+1    | Boussehaba 90e · Hachem 90+2e | (0 - 1) | 33e Azzouz    | Complexe sportif Akid Lotfi, Tlemcen Arbitrage : Ayouni | Complexe sportif Akid Lotfi, Tlemcen Arbitrage : Ayouni |
| 14 h 00 UTC+1    | Rapport                       |         |               | Complexe sportif Akid Lotfi, Tlemcen Arbitrage : Ayouni | Complexe sportif Akid Lotfi, Tlemcen Arbitrage : Ayouni |

| 29 décembre 2012 | OM Arzew (3) | 0 - 3   | (2) CRB Aïn Fakroun                     |                                                      |                                                      |
| 14 h 00 UTC+1    |              | (0 - 1) | 43e Djemaâoui · 62e Saïb · 86e Benhemla | Stade Kerbouci-Menouar, Arzew Arbitrage : Meguellati | Stade Kerbouci-Menouar, Arzew Arbitrage : Meguellati |
| 14 h 00 UTC+1    | Rapport      |         |                                         | Stade Kerbouci-Menouar, Arzew Arbitrage : Meguellati | Stade Kerbouci-Menouar, Arzew Arbitrage : Meguellati |

| 29 décembre 2012 | AS Aïn M'lila (3) | 0 - 0 4 - 5 t. a. b. | (2) AS Khroub |                                                                |                                                                |
| 14 h 00 UTC+1    |                   | (0 - 0)              |               | Stade des frères Demane-Debbih, Aïn M'lila Arbitrage : Brahimi | Stade des frères Demane-Debbih, Aïn M'lila Arbitrage : Brahimi |
| 14 h 00 UTC+1    | Rapport           |                      |               | Stade des frères Demane-Debbih, Aïn M'lila Arbitrage : Brahimi | Stade des frères Demane-Debbih, Aïn M'lila Arbitrage : Brahimi |
| 14 h 00 UTC+1    | Tirs au but 4 - 5 |                      |               | Stade des frères Demane-Debbih, Aïn M'lila Arbitrage : Brahimi | Stade des frères Demane-Debbih, Aïn M'lila Arbitrage : Brahimi |

| 29 décembre 2012 | CR Belouizdad (1) | 1 - 0   | (1) JSM Béjaïa |                                                            |                                                            |
| 14 h 00 UTC+1    | Angan 50e         | (0 - 0) |                | Stade du 20-Août-1955, Alger Arbitrage : Boubekeur Zouaoui | Stade du 20-Août-1955, Alger Arbitrage : Boubekeur Zouaoui |
| 14 h 00 UTC+1    | Rapport           |         |                | Stade du 20-Août-1955, Alger Arbitrage : Boubekeur Zouaoui | Stade du 20-Août-1955, Alger Arbitrage : Boubekeur Zouaoui |

## Huitièmes de finale
Le tirage au sort des huitièmes de finale a eu lieu le 8 janvier 2013. Deux rencontres opposent des clubs de Ligue 1: MC Oran - ASO Chlef et USM Alger - USM El Harrach.
| 1er mars 2013 | MC Oran (1)                | 2 - 0   | (1) ASO Chlef |                                                       |                                                       |
| 15 h 00 UTC+1 | Benyettou 12e · Zidane 67e | (1 - 0) |               | Stade Habib-Bouakeul, Oran Arbitrage : Redouane Necib | Stade Habib-Bouakeul, Oran Arbitrage : Redouane Necib |
| 15 h 00 UTC+1 | Rapport                    |         |               | Stade Habib-Bouakeul, Oran Arbitrage : Redouane Necib | Stade Habib-Bouakeul, Oran Arbitrage : Redouane Necib |

| 1er mars 2013 | WA Tlemcen (1)    | 1 - 1 3 - 2 t. a. b. | (3) AS Aïn M'lila |                                                          |                                                          |
| 15 h 00 UTC+1 | Sameur 28e        | (1 - 1)              | 34e Aggoune       | Complexe sportif Akid Lotfi, Tlemcen Arbitrage : Brahimi | Complexe sportif Akid Lotfi, Tlemcen Arbitrage : Brahimi |
| 15 h 00 UTC+1 | Rapport           |                      |                   | Complexe sportif Akid Lotfi, Tlemcen Arbitrage : Brahimi | Complexe sportif Akid Lotfi, Tlemcen Arbitrage : Brahimi |
| 15 h 00 UTC+1 | Tirs au but 3 - 2 |                      |                   | Complexe sportif Akid Lotfi, Tlemcen Arbitrage : Brahimi | Complexe sportif Akid Lotfi, Tlemcen Arbitrage : Brahimi |

| 1er mars 2013 | MC Alger (1)                                 | 3 - 0   | (3) USM Aïn Béïda |                                                   |                                                   |
| 16 h 00 UTC+1 | Yachir 6e · Bachiri 31e · Djallit 75e (pen.) | (2 - 0) |                   | Stade du 5-Juillet-1962, Alger Arbitrage : Bachir | Stade du 5-Juillet-1962, Alger Arbitrage : Bachir |
| 16 h 00 UTC+1 | Rapport                                      |         |                   | Stade du 5-Juillet-1962, Alger Arbitrage : Bachir | Stade du 5-Juillet-1962, Alger Arbitrage : Bachir |

| 2 mars 2013   | CS Constantine (1)                             | 3 - 1   | (2) USM Blida |                                                             |                                                             |
| 14 h 00 UTC+1 | Boucherit 15e (pen.) · Tiaïba 35e · Hemani 70e | (2 - 1) | 25e Melika    | Stade Mohamed-Hamlaoui, Constantine Arbitrage : Farouk Mial | Stade Mohamed-Hamlaoui, Constantine Arbitrage : Farouk Mial |
| 14 h 00 UTC+1 | Rapport                                        |         |               | Stade Mohamed-Hamlaoui, Constantine Arbitrage : Farouk Mial | Stade Mohamed-Hamlaoui, Constantine Arbitrage : Farouk Mial |

| 2 mars 2013   | NA Hussein Dey (2)     | 2 - 1 a. p. | (2) MO Béjaïa    |                                                          |                                                          |
| 14 h 00 UTC+1 | Yaya 13e · Khiter 115e | (1 - 1)     | 12e (csc) Guebli | Stade du 20-Août-1955, Alger Arbitrage : Djamel Haimoudi | Stade du 20-Août-1955, Alger Arbitrage : Djamel Haimoudi |
| 14 h 00 UTC+1 | Rapport                |             |                  | Stade du 20-Août-1955, Alger Arbitrage : Djamel Haimoudi | Stade du 20-Août-1955, Alger Arbitrage : Djamel Haimoudi |

| 2 mars 2013   | JSM Chéraga (3) | 0 - 3   | (1) ES Sétif                             |                                            |                                            |
| 14 h 00 UTC+1 |                 | (0 - 0) | 51e Madouni · 63e Delhoum · 86e Benchadi | Stade Omar-Hamadi, Alger Arbitrage : Saïdi | Stade Omar-Hamadi, Alger Arbitrage : Saïdi |
| 14 h 00 UTC+1 | Rapport         |         |                                          | Stade Omar-Hamadi, Alger Arbitrage : Saïdi | Stade Omar-Hamadi, Alger Arbitrage : Saïdi |

| 5 mars 2013   | CRB Aïn Fakroun (2) | 0 - 1   | (1) CR Belouizdad |                                                                             |                                                                             |
| 14 h 00 UTC+1 |                     | (0 - 0) | 50e Slimani       | Stade des frères Demane-Debbih, Aïn M'lila Arbitrage : Mohamed Amin Ghorbal | Stade des frères Demane-Debbih, Aïn M'lila Arbitrage : Mohamed Amin Ghorbal |
| 14 h 00 UTC+1 | Rapport             |         |                   | Stade des frères Demane-Debbih, Aïn M'lila Arbitrage : Mohamed Amin Ghorbal | Stade des frères Demane-Debbih, Aïn M'lila Arbitrage : Mohamed Amin Ghorbal |

| 5 mars 2013   | USM Alger (1) | 1 - 0   | (1) USM El Harrach |                                                           |                                                           |
| 16 h 00 UTC+1 | Bouchema 48e  | (0 - 0) |                    | Stade du 5-Juillet-1962, Alger Arbitrage : Mokhtar Amalou | Stade du 5-Juillet-1962, Alger Arbitrage : Mokhtar Amalou |
| 16 h 00 UTC+1 | Rapport       |         |                    | Stade du 5-Juillet-1962, Alger Arbitrage : Mokhtar Amalou | Stade du 5-Juillet-1962, Alger Arbitrage : Mokhtar Amalou |

## Quarts de finale
Le tirage au sort des quarts de finale a eu lieu le 7 mars 2013. Tous les clubs qualifiés sont des pensionnaires de la Ligue 1 sauf le NA Hussein Dey qui évolue en Ligue 2.
| 28 mars 2013  | USM Alger (1)             | 2 - 1   | (2) NA Hussein Dey |                                                        |                                                        |
| 17 h 00 UTC+1 | Khoualed 34e · Ferhat 84e | (1 - 0) | 89e Bendebka       | Stade Omar-Hamadi, Alger Arbitrage : Boubekeur Zouaoui | Stade Omar-Hamadi, Alger Arbitrage : Boubekeur Zouaoui |
| 17 h 00 UTC+1 | Rapport                   |         |                    | Stade Omar-Hamadi, Alger Arbitrage : Boubekeur Zouaoui | Stade Omar-Hamadi, Alger Arbitrage : Boubekeur Zouaoui |

| 29 mars 2013  | MC Alger (1)                                     | 3 - 0   | (1) CS Constantine |                                                            |                                                            |
| 17 h 00 UTC+1 | Bouguèche 42e · Ghazi 45e · Djallit 90+3e (pen.) | (2 - 0) |                    | Stade du 5-Juillet-1962, Alger Arbitrage : Djamel Haimoudi | Stade du 5-Juillet-1962, Alger Arbitrage : Djamel Haimoudi |
| 17 h 00 UTC+1 | Rapport                                          |         |                    | Stade du 5-Juillet-1962, Alger Arbitrage : Djamel Haimoudi | Stade du 5-Juillet-1962, Alger Arbitrage : Djamel Haimoudi |

| 30 mars 2013  | ES Sétif (1)             | 2 - 1   | (1) CR Belouizdad |                                                       |                                                       |
| 17 h 45 UTC+1 | Aoudia 40e · Madouni 80e | (1 - 0) | 63e Slimani       | Stade du 8-Mai-1945, Sétif Arbitrage : Redouane Necib | Stade du 8-Mai-1945, Sétif Arbitrage : Redouane Necib |
| 17 h 45 UTC+1 | Rapport                  |         |                   | Stade du 8-Mai-1945, Sétif Arbitrage : Redouane Necib | Stade du 8-Mai-1945, Sétif Arbitrage : Redouane Necib |

| 31 mars 2013  | MC Oran (1)                            | 3 - 1   | (1) WA Tlemcen |                                                        |                                                        |
| 15 h 00 UTC+1 | Aouad 23e · Boumechra 60e · Aouedj 70e | (1 - 0) | 72e Sameur     | Stade Habib-Bouakeul, Oran Arbitrage : Farouk Houasnia | Stade Habib-Bouakeul, Oran Arbitrage : Farouk Houasnia |
| 15 h 00 UTC+1 | Rapport                                |         |                | Stade Habib-Bouakeul, Oran Arbitrage : Farouk Houasnia | Stade Habib-Bouakeul, Oran Arbitrage : Farouk Houasnia |

## Demi-finales
Le tirage au sort des demi-finales a eu lieu le 7 mars 2013.
| 12 avril 2013 | MC Alger (1)                                       | 3 - 2   | (1) ES Sétif            |                                                        |                                                        |
| 17 h 00 UTC+1 | Bouguèche 7e · Djallit 21e (pen.) · Besseghier 31e | (3 - 1) | 15e Nadji · 76e Djahnit | Stade du 5-Juillet-1962, Alger Arbitrage : Abid Charef | Stade du 5-Juillet-1962, Alger Arbitrage : Abid Charef |
| 17 h 00 UTC+1 | Rapport                                            |         |                         | Stade du 5-Juillet-1962, Alger Arbitrage : Abid Charef | Stade du 5-Juillet-1962, Alger Arbitrage : Abid Charef |

| 13 avril 2013 | MC Oran (1) | 0 - 1   | (1) USM Alger |                                                     |                                                     |
| 17 h 00 UTC+1 |             | (0 - 1) | 18e Daham     | Stade Ahmed-Zabana, Oran Arbitrage : Redouane Necib | Stade Ahmed-Zabana, Oran Arbitrage : Redouane Necib |
| 17 h 00 UTC+1 | Rapport     |         |               | Stade Ahmed-Zabana, Oran Arbitrage : Redouane Necib | Stade Ahmed-Zabana, Oran Arbitrage : Redouane Necib |

## Finale
| 1er mai 2013                        | MC Alger | 0 - 1   | USM Alger     | Stade du 5-Juillet-1962, Alger                                    |                                                                   |
| 16 h 00 · Historique des rencontres |          | (0 - 1) | 18e Benmoussa | Spectateurs : 70 000 Diffuseur : EPTV Arbitrage : Djamel Haimoudi | Spectateurs : 70 000 Diffuseur : EPTV Arbitrage : Djamel Haimoudi |
| 16 h 00 · Historique des rencontres | Rapport  |         |               | Spectateurs : 70 000 Diffuseur : EPTV Arbitrage : Djamel Haimoudi | Spectateurs : 70 000 Diffuseur : EPTV Arbitrage : Djamel Haimoudi |

| Gardien de but | 1  | Faouzi Chaouchi      |     |     |
|                | 11 | Abdelkader Besseghir |     |     |
|                | 4  | Amine Aksas          |     |     |
|                | 13 | Redouane Bachiri     |     |     |
| Capitaine      | 15 | Réda Babouche        | 35e |     |
|                | 8  | Mehdi Kacem          |     | 86e |
|                | 6  | Karim Ghazi          |     |     |
|                | 23 | Hocine Metref        |     |     |
|                | 21 | Ali Sami Yachir      |     | 66e |
|                | 99 | Hadj Bouguèche       |     |     |
|                | 17 | Moustapha Djallit    |     |     |
| Remplaçants :  |    |                      |     |     |
|                | 7  | Billel Attafen       | 69e | 66e |
|                | 10 | Bilal Ouali          |     | 86e |
| Gardien de but | 12 | Houari Djemili       |     |     |
|                | 14 | Nabil Yalaoui        |     |     |
|                | 24 | Billel Moumene       |     |     |
|                | 27 | Abderahmane Hachoud  |     |     |
|                | 30 | Abdelmalek Djeghbala |     |     |
| Entraîneur :   |    |                      |     |     |
|                |    | Djamel Menad         |     |     |

| Gardien de but | 1  | Mohamed Lamine Zemamouche | 90e |       |
|                | 47 | Zinedine Ferhat           |     |       |
| Capitaine      | 20 | Nacereddine Khoualed      | 60e |       |
|                | 6  | Farouk Chafaï             |     |       |
|                | 26 | Brahim Boudebouda         |     |       |
|                | 23 | Hamza Koudri              | 62e |       |
|                | 13 | Nassim Bouchema           | 82e |       |
|                | 14 | Lamouri Djediat           | 44e | 74e   |
|                | 25 | Mokhtar Benmoussa         | 35e |       |
|                | 8  | Ahmed Gasmi               | 20e | 90+4e |
|                | 9  | Noureddine Daham          |     | 56e   |
| Remplaçants :  |    |                           |     |       |
|                | 4  | Abdelkader Laïfaoui       |     |       |
|                | 11 | Hocine El Orfi            |     |       |
|                | 12 | Andria Carolus            |     | 74e   |
|                | 15 | Bouazza Feham             |     | 56e   |
| Gardien de but | 16 | Ismaïl Mansouri           |     |       |
|                | 24 | Youcef Benamara           |     | 90+4e |
|                | 99 | Abdelmalek Ziaya          |     |       |
| Entraîneur :   |    |                           |     |       |
|                |    | Rolland Courbis           |     |       |